# Joel Asaph Allen
Pour les articles homonymes, voir Allen.
Joel Asaph Allen est un mammalogiste et ornithologue américain, né le 19 juillet 1838 à Springfield (Massachusetts) et mort le 29 août 1921 à Cornwall-on-Hudson (New York).

## Biographie
Joel A. Allen est le fils aîné de Joel Allen, un maçon qui devient plus tard fermier, et d’Harriet Trumbull, une institutrice. Il doit vendre sa collection, déjà considérable, d'histoire naturelle pour étudier à la Wilbraham Academy (Massachusetts) de façon intermittente de 1858 à 1862 avant d'aller à l'université Harvard sous Louis Agassiz de 1862 à 1871. Il devient assistant au musée de Zoologie comparée, fonction qu’il occupe de 1871 à 1885. Il donne également des cours d’ornithologie à l’université Harvard de 1870 à 1875. De 1876 à 1882, il travaille pour le bureau de recherche géologique et géographique américain.
Il participe à une expédition au Brésil en 1865 avec Louis Agassiz et à plusieurs autres dans les États-Unis. En 1873, il conduit la mission naturaliste de la North Pacific Railroad qui part de Bismarck dans le Dakota du Nord et se rend à Yellowstone ; les spécimens récoltés sont ensuite envoyés au Smithsonian. Il se marie avec Mary Manning Cleveland en 1874 ; elle lui donnera un fils mais mourra en 1879.
Allen est le premier conservateur des oiseaux et des mammifères de l'American Museum of Natural History de 1885 à 1907, puis des seuls mammifères de 1907 à 1921. Il a également en charge le département des invertébrés (de 1887 à 1890) et des poissons et reptiles (de 1887 à 1901). En 1883, il participe à la fondation de la American Ornithological Society (qu'il dirige jusqu'en 1890) et, en 1886, à celle de la première Société nationale Audubon à New York. Il reçoit cette année-là un doctorat honoraire à l’université Harvard. Il se remarie en 1886 avec Susan Augusta Taft.
Sous son action, les collections d’oiseaux du muséum d’Harvard passent de 13 000 à 140 000 spécimens, celles de mammifères de 1 000 à 40 000 spécimens (sans compter les squelettes). On lui doit la formalisation de la règle d'Allen qui relie la forme des êtres vivants à la chaleur du climat dans lequel ils évoluent.
Allen dirige la publication de The Auk, la revue de l’American Ornithologists' Union, durant quarante ans. Il décrit plus de 560 nouvelles espèces de mammifères et plus de 40 nouvelles espèces d’oiseaux.

## Publications (liste partielle)
- 1868 : « Notes on birds observed in western Iowa in the months of July, August and September Also in northern Illinois in May and June, and at Richmond, Wane Co., Indiana, June 3-10, 1867 », dans Memoirs of the Boston Society of Natural History, vol. I, 4e partie, p. 488 (OCLC 793600662).
- 1869 : Catalogue of the mammals of Massachusetts : with a critical revision of the species.
- 1870-1908 : Collected writings on mammals : vol. 1, vol. 2, vol. 3, vol. 4 et vol. 5.
- 1871 : Mammals and Winter Birds of Eastern Florida.
- 1876 : The American bisons, living and extinct.
- 1877 : avec Elliott Coues, Monographs of North American Rodentia.
- 1878 : The Geographical Distribution of the Mammals, Considered in Relation to the Principal Ontological Regions of the Earth.
- 1880 : History of North American pinnipeds, a monograph of the walruses, sea-lions, sea-bears and seals of North America (Washington).
- 1897 : « Description of a New Vespertilionine Bat from Yucatan », dans AMNH, vol. IX, 28 septembre 1897.
- 1901 : avec Edward William Nelson, Edward Alphonso Goldman et Joseph H. Batty, « Descriptions of two new opossums of the genus Metachirus », dans AMNH, vol. 14
- 1905 : Mammals of Patagonia.
- 1905 : The Influence of Physical Conditions in the Genesis of Species.
- 1913 : Ontogenetic and Other Variations in Musk-Oxen.
- 1916 : Autobiographical notes and a bibliography of the scientific publications of Joel Asaph Allen (American Museum of Natural History, New York).
- 1917 : avec Daniel Giraud Elliot (1835-1915) A check list of mammals of the North American continent, the West Indies and the neighboring seas : supplement (American Museum of Natural History, New York).

## Compléments

### Récompenses
Il reçoit divers honneurs comme la bourse Humboldt attribuée par l’université Harvard, un titre de docteur honorifique de l’université de l'Indiana, le grand prix Walker de la Boston Society of Natural Sciences, la médaille de la Société linnéenne de New York. Il devient membre de la National Academy of Sciences en 1876, membre honoraire de la Société zoologique de New York, de la Zoological Society of London, de la British Ornithologists' Union parmi d’autres.